# 村上悳
村上 悳（むらかみ なおとし、1929年 - ）は、日本の教育者。日本の医学者。専門は環境生理学。山口大学第9代目学長。同大名誉教授。学位は、医学博士（熊本大学・1959年）。

## 略歴
1959年熊本大学より「身体冷却時の体温調節に関する中枢性反応に関する研究」で医学博士の学位を取得。1978年山口大学医学部（第2生理）に在籍時、シンポジウムⅡ「生体機能と日内リズム」にて、‘‘体温と脳内アミン’’と題して講演。
1980年、日本体質医学会第30回会長。
1986年山口大学医学部教授（1992年まで）。1993年同大学第9代目学長に就任。1996年同大学退官。同大学名誉教授となる。1997年熊本リハビリテーション学院第3代学院長。日本気象学会員。元山口大学工業短期大学部学長。
2005年11月瑞宝重光章受章。

## 研究・論文
- 村上悳『身体冷却時の体温調節に関する中枢性反応に関する研究』 熊本大学〈医学博士 報告番号不明〉、1959年。NAID 500000479125。
- 「体熱産生量より判じた前部視床下部の温度感受性に関する研究」（共著:坂田義行、日本生理学会、1977年）
- 村上悳「発熱の生理学的意義--内因性発熱物質が生体防衛反応を惹起する」『医学のあゆみ』第140巻第6号、医歯薬出版、1987年2月、430-432頁、ISSN 00392359、CRID 1520010380302602752。 (要購読契約)
- 西保岳, 村上恵, 森本恵子, 丹信介, 西保見矢子 、「筋内化学受容器反射からみた血圧調節に対するトレーニング効果の判定」 デサントスポーツ科学、1995年）

## 著書
- 『発熱と生体防御―新しい発熱のみかた』（日本医事新報社出版局、1988年）